# 恋の街東京
『恋の街東京』（こいのまちとうきょう）は日本の漫画家赤星たみこ作の漫画である。週刊漫画アクション（双葉社）に連載。1989年単行本が全2巻で出版される。バブル景気最盛期の漫画で、作品はそうした世相の中で生きていく主人公を描いてゆく。

## 物語
主人公、山田三起子（やまだみきこ、23歳）は、宮崎県の田舎（山奥郡山奥町（架空））出身で、現在は東京の青山の極小さな事務所でOL（オーエル）をしている。彼女は田舎出身であることに極度の劣等感を持ち、東京に代表される都会的なものに強い憧れと嫉妬を持っている。広尾生まれの友人に嫉妬し、代官山に嫁いだ友人を羨ましがり、原宿の無機質な雑踏の中に心の平安を感じ、そうした「お洒落スポット」で友人達と夜遊びし東京の「都会」を心底楽しむ。都会の排気ガスの香りを喜び、外人や欧米在住の日本人を崇拝し、自動車はたとえベンツでも「大宮」ナンバーだと乗れない・・・など徹底的な俗物である。「エムザ有明」などバブル時期に刹那的に現れた娯楽施設も物語の舞台とされる。彼女は美人で、恋の出会いはあるのだが、こうした劣等感ゆえ、恋は紆余曲折を経る。最終的に彼女は好みの男性と結婚し、田舎へ帰り、田舎に東京の軽薄な文化を持ち込み、村おこしをし成功する。結局、彼女は一生軽薄な俗物として生き、幸福になる。
俗物を俗物として真正面から描いた珍品。

## テレビドラマ
1989年11月TBS系列にて『ドラマチック22』の枠内で単発ドラマとして放送。主人公の山田三起子を鈴木保奈美、彼女の恋人の中村を阿部寛が演じた。

### スタッフ
- 原作 - 赤星たみこ
- 主なプロデューサー - 片島謙二、内野建、森川真行
- 主な脚本 - 橋本以蔵
- 主な演出 - 佐藤健光
- 音楽 - 杉真理

### 主題歌
杉真理「歴史はいつ作られる」（杉真理作詞・作曲）